# J'avais sept filles
Pour plus de détails, voir Fiche technique et Distribution.
J'avais sept filles est une comédie italo-française réalisée par Jean Boyer et sortie en 1954.

## Synopsis
L'impresario d'une petite troupe de théâtre n'a plus d'argent pour payer ses artistes, en tournée dans une petite ville du Midi. Les sept petites "girls" se retrouvent dans une situation critique. Elles savent que Maria, la vieille habilleuse, a eu autrefois une liaison avec le comte André de Courvallon, un riche gentilhomme qui lui a offert une bague armoriée. Munie du bijou, Luisella, au visage de sainte-nitouche, décide, avec ses camarades, de se faire passer auprès du vieil homme pour sa fille.

## Fiche technique
- Titre français : J'avais sept filles
- Titre italien : I sette peccati di papà
- Réalisation : Jean Boyer assisté de Jean Bastia
- Scénario : Jean Boyer, Aldo De Benedetti, Jean des Vallières, Serge Véber
- Photographie : Charles Suin
- Musique : Fred Freed
- Montage : André Laurent
- Production : Hervé Missir
- Pays de production :  France &  Italie
- Format : Couleur - 1.37 : 1 - Son monophonique
- Genre : Comédie
- Durée : 98 minutes
- Date de sortie :
  - France : 29 novembre 1954

## Distribution
- Maurice Chevalier : le comte André de Courvallon
- Delia Scala : Luisella
- Colette Ripert : Linda
- Maria Frau : Lolita
- Annick Tanguy : Nadine
- Luciana Paluzzi : Pat
- Maria-Luisa Da Silva : Blanchette
- Gaby Basset : Maria
- Paolo Stoppa : Antonio
- Louis Velle : le fils du comte
- Fred Pasquali : Professeur Gorbiggi
- Michèle Mercier : une jeune danseuse

## Autour du film
- Il s'agit du premier film en couleurs de Maurice Chevalier et son dernier film tourné en France.